# Beatovy mapy
Mapy Beatova typu (také Beatovy mapy) jsou mapy, které jsou zařazené do tzv. „mappae mundi“. Mappae mundi, v překladu mapy světa, jsou středověké mapy. Dochovalo se jich cca 1100 a z toho se přibližně 900 map našlo v ilustrovaných rukopisech. Mappea mundi je rozděleno na pět druhů: mapy pásmové, mapy kruhové, mapy Beatova typu, mapy komplexní a mapy portolánové. Název Beatovy získaly mapy, které mají stejnou základní strukturu jako mapy připojené u rukopisů teologického spisu Komentář k Apokalypse španělského mnicha Beata z Liébany (730–798). Jsou to mapy převážně z 10. až 13. století. Nejznámější jsou Paříž I, Turín, Ashburnham, dále se jedná o jedenáct dalších map ze středověku.

## Struktura
Mapy zobrazují 3 známé kontinenty – Europe (Evropa), Africa (Afrika), Asia (Asie) a 1 neznámý kontinent, který je nazvaný Antipodes. Všechny kopie původní mapy jsou nakresleny na dvě stránky, každá strana obsahuje polovinu mapy. Avšak z díla Lisabon se dochovala pouze jedna polovina kruhové mapy. Všechny mapy jsou orientovány na východ.
Zeměpisná šířka a zeměpisná délka jsou úhly využívané pro určování polohy, jejich konkrétní definice je uvedena v článcích zeměpisná šířka a zeměpisná délka.

## Díla

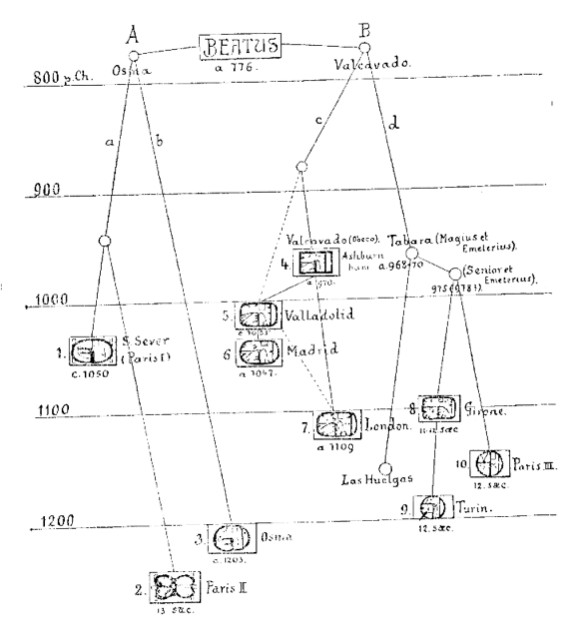
Chronologické rozdělení map podle Konrada Millera

Původní dílo mnicha Beata z Liébany bylo nalezeno jako část bohatě zdobeného díla Komentář apokalypsy svatého Jana, která byla datována do roku 776. Nyní je originál ztracen, avšak se dochovalo 24 kopií. Mapy jsou pojmenované po městech či klášterech.
Profesor Konrad Miller klasifikoval existující kopie čtrnácti map do dvou skupin:

### Mapy podobné mapěOsma(Osma family)
- 1060 – Paříž I /Saint Sever
- 1248 – Paříž III / San Andres de Arroyo
- 1086 – Osma
- 1189 – Lisabon / Lorvão

Ve všech výše uvedených mapách se vyskytují v moři plující ryby, které obklopují kontinenty.
Také jsou na těchto mapách reálně vyobrazené řeky, díky čemuž lze usuzovat, že původní mapa zřejmě neobsahovala žádné španělské řeky, ale řeky Rýn, Rhona, Dunaj, Eufrat, Tigris a Nil.
V mapách Paříž I a Paříž III jsou nakresleni Adam a Eva v ráji. V mapě Osma je ráj zobrazen pouze jako obdélník a to bez Adama a Evy. V mapě Lisabon se ráj nevyskytuje. V mapách Paříž I a Paříž III jsou navíc v moři vyobrazeny lodě.

### Mapy podobné mapěValcavad(Valcavado tradition)
- 894/960 – Ashburnham / New York I / Valcavad
- 1220 – New York II
- 1180 – Paříž II / Navarra
- 1175 – Manchester
- 1150 – Turín
- 1109 – Londýn
- 1047 – Madrid
- 10. století – Urgel
- 975 – Girona
- 970 – Valladolid

Ve výše uvedených mapách, kromě mapy Turín, se také vyskytují v moři plující ryby, které obklopují kontinenty. V některých mapách je i více živočichů žijících v moři, nejen ryby. Ve všech mapách spadajících do skupiny Valcavado tradition je zobrazen Adam a Eva v ráji. V mapách Girona a Valladolid jsou navíc v moři vyobrazeny lodě.

### Add 1) Mapy podobné mapěOsma(Osma family)
1060 Paříž I /Saint Sever 

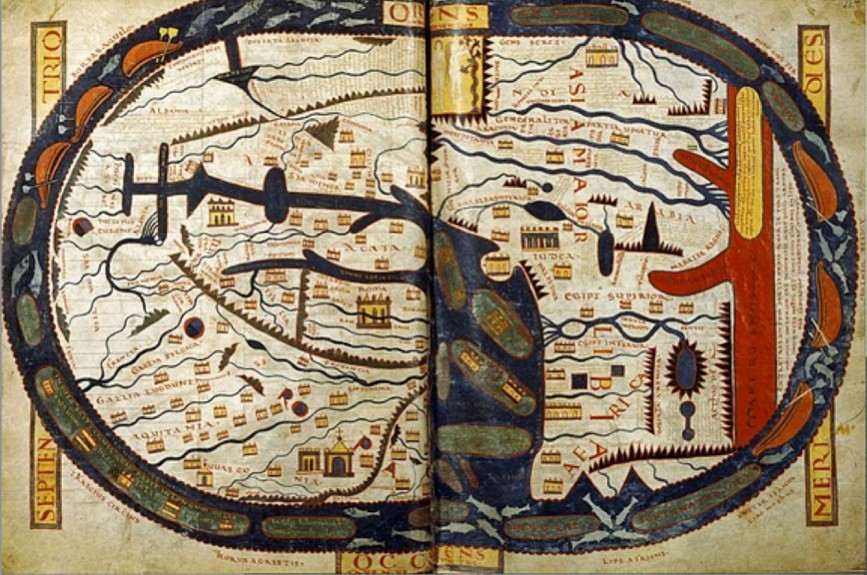
Obr.3 Paříž I

Mapa má oválný tvar a rozměry 37 x 57 cm, obsahuje až 270 názvů.
Světle béžová barva znázorňuje pevninu. Modrou barvou jsou znázorněny všechny řeky, moře a oceány, kromě Rudého moře, které má červenou barvu. Nepravidelné ovály v moři jsou ostrovy. Jednotlivé budovy označují města. „Zubatý“ pás označuje hory a pohoří. Obr.3.

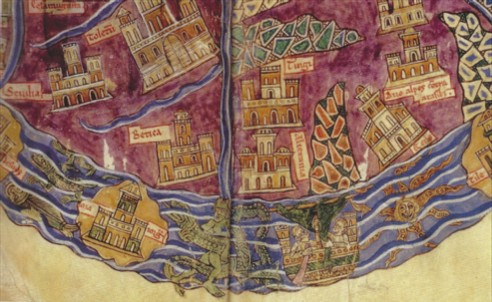
Obr.4 Detail mapy Paříž III

1248 Paříž III / San Andres de Arroyo 
Mapa je kruhová, je umělecky propracovanější, např. města jsou zobrazena jako většími domy než je u mapy Paříž I a u každého domu je název příslušného města; hory jsou znázorněny hromadou kamení; jsou zde použity dramatické barvy, např. země je znázorněna vínovou barvou , kamení má různé barvy (oranžovou, telenou, modrou,…) viz obr. 4.
1086 Osma 

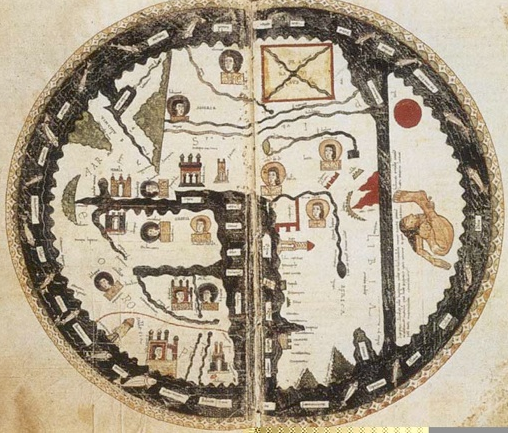
Obr.5 Mapa Osma

Mapa je kruhová [6]. V mapě je navíc vyobrazeno 12 apoštolů . Rudé moře zde má stejnou barvu jako ostatní moře, řeky, oceány a to barvu černou. Jak je již výše zmíněno, ráj je zde zobrazen na východě jako obdélník bez Adama a Evy. Obr.5.

### Add 2) Mapy podobné mapěValcavad(Valcavado tradition)

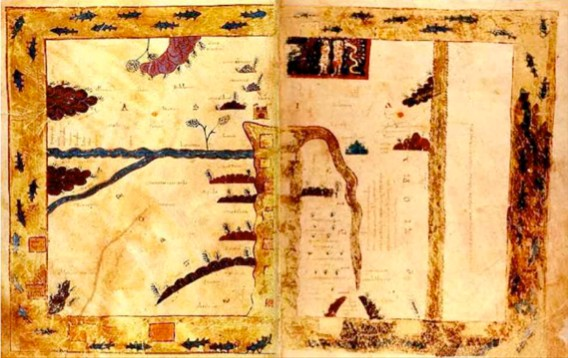
Obr.6 Mapa Ashburnham

894/960 – Ashburnham / New York I / Valcavad / Morgan 644 
Mapa má tvar pravoúhlého obdélníka. Rozměry mapy jsou 51 x 36 cm. Uprostřed v horní části jsou vyobrazeny Adam a Eva v pozemském ráji v Asii. Jako na všech mapách Beatova typu je oceán obklopující kontinenty, avšak zde je oceán zobrazen zlatou barvou s modrými rybami. Pouze Černé moře a řeka Don jsou modré. Obr. 6.
975 – Girona 

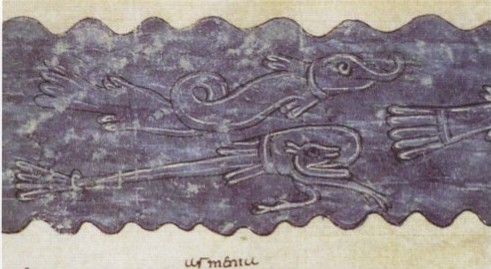
Obr.7 Hybrid mořského kuřete v mapě Girona

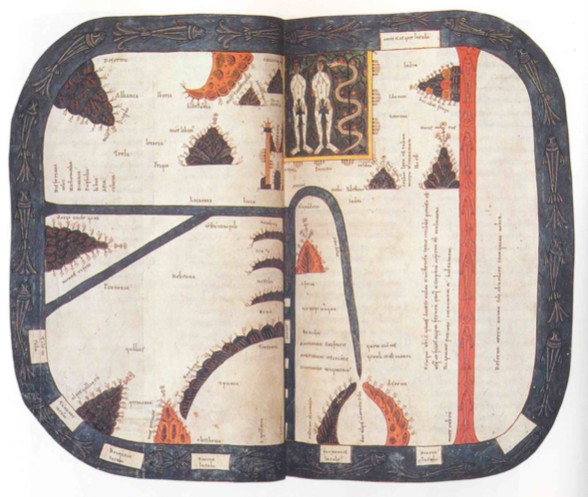
Obr.8 Mapa Londýn

Mapa má obdélníkový tvar. Na této mapě je zajímavé, že v moři se objevují různí tvorové, dalo by se říci i příšery, např. hybridní tvor s psí hlavou a tělem ryby nebo hybrid kuřete, které můžete vidět na obr. 7.
1109 – Londýn 
Mapa má obdélníkový tvar. Její rozměry jsou 32 x 43 cm. Tato mapa je pravděpodobně nejzachovalejší z map Beatova typu. Jak je vidět na obr. 8, mapa je velice stylizovaná a generalizovaná, jak je vidět jak u pevniny, řek i ostrovů. Oceán, moře a řeky jsou znázorněny modrou barvou, pouze Rudé moře je zobrazeno červeně.
1150 – Turín 

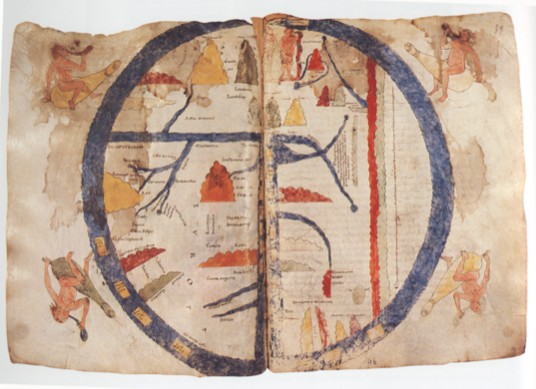
Obr.9 Mapa Turín

Celá mapa je obdélníková, ale vlastní část mapy je kruhová. Mapa má rozměry 39 x 27,5. Jak můžete vidět na obr. 9., kolem kruhové části mapy jsou větrní duchové usazení na dmychadlech a stlačením vaku vypouští čerstvý závan vzduchu.
1180 – Paříž II / Navarra 

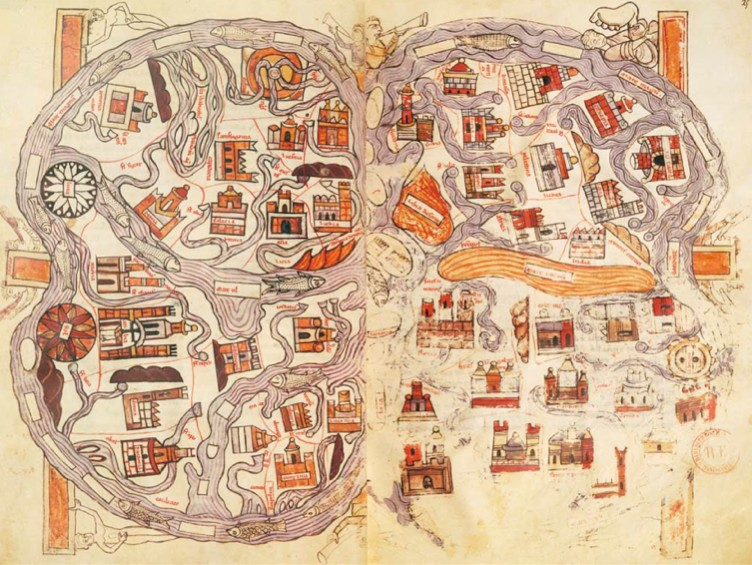
Obr.10 Mapa Paříž II

Tato mapa je celkem odlišná od ostatních, jeví se jako více chaotická. Např. města jsou zde zakresleny pomocí kreseb hradů a katedrál otočených do všech stran. viz obr. 10.
1220 – New York II

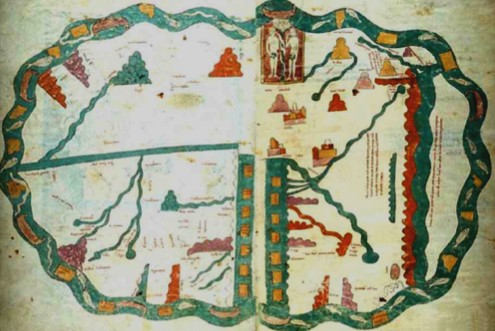
Obr.11 Mapa New York II

Mapa je relativně oválného tvaru. Oceány, moře a řeky jsou znázorněny zelenou barvou kromě Rudého moře, které je červené. Na obr. 11 je vidět Středozemní moře, což jsou dvě zelené vertikální plochy uprostřed mapy, žluté obdélníky jsou ostrovy Kréta, Korsika atd.

## Původní mapa
Původní mapa je sice ztracená, ale podle dochovaných kopií map z níž odvozených můžeme odhadnout, jak originální mapa vypadala. Mapa byla nejspíše schematicky utvořená, měla oválný tvar a byla určená jako podpora pro šíření křesťanské víry. Pravděpodobně obsahovala prvky jako kontinenty „Jižní země“ či „Antipodes“, oceán obklopující kontinenty, ve kterém jsou ryby a případně i lodě. Dále mapa obsahovala řeky, minimálně pět výše uvedených a hlavně dostatek ilustrací a textu (legendy).